# Vétroz
Vétroz is een gemeente en plaats in het Zwitserse kanton Wallis, en maakt deel uit van het district Conthey.
Vétroz telt 5.407 inwoners.
De buurgemeentes zijn Ardon, Conthey en Nendaz. Vétroz is verbonden met het Franse Beaumont-lès-Valence.
Het dorp ligt in een gebied waar een mediterraan klimaat heerst.
Vétroz is een echt wijnmakersdorp. Het wordt omringd door wijngaarden (174 hectare), waar vooral de Chasselas wordt aangebouwd, maar echt bekend is het dorp omdat de meerderheid van de wijngaarden waar Amigne wordt aangebouwd zich hier bevindt.

## Geschiedenis
Vétroz is sinds 1880 een zelfstandige gemeente. Daarvoor maakte de plaats deel uit van de gemeente Conthey.